# Sułoziero (stacja kolejowa)
Sułoziero (ros. Сулозеро) – stacja kolejowa w miejscowości Sułoziero, w rejonie oneskim, w obwodzie archangielskim, w Rosji. Położona jest na linii Biełomorsk – Obozierskij.